# Raimundo Revoredo Ruiz
Raimundo Revoredo Ruiz (ur. 28 grudnia 1927 w Limie, zm. 1 grudnia 2021  tamże) – peruwiański duchowny rzymskokatolicki, w latach 1989–1999 prałat terytorialny Juli.

## Życiorys
Święcenia kapłańskie przyjął 29 czerwca 1950. 25 listopada 1988 został mianowany prałatem terytorialnym Juli. Sakrę biskupią otrzymał 5 stycznia 1989. 29 maja 1999 zrezygnował z urzędu.